# Дивертикулоза
Дивертикулоза е болест, при която стените на дебелото черво изтъняват, отслабват и се покриват с балонообразни издутини. Когато издутините се инфектират или възпалят състоянието се нарича диветикулит. То може да доведе до усложнения като инфекции, пробив, разкъсване, блокаж или кървене на червата.
В развитите страни, като САЩ, близо 50% от хората между 60 и 80 години и почти всеки над 80 години има дивертикулоза.